# David Hobbs
David Hobbs,  britanski dirkač Formule 1, * 9. junij 1939, Royal Leamington Spa, Anglija, Združeno kraljestvo.
David Hobbs je upokojeni britanski dirkač Formule 1. Debitiral je na domači dirki za Veliko nagrado Velike Britanije v sezoni 1967, kjer je s sedmim mestom le za mesto zgrešil uvrstitev med dobitnike točk. V tej sezoni je nastopil še na dirki za Veliko nagrado Kanade, kjer je zasedel osmo mesto. V naslednji sezoni 1968 je nastopil le na dirki za Veliko nagrado Italije, kjer je odstopil, nato pa ni dirkal do zadnje dirke sezone 1971 za Veliko nagrado ZDA, kjer je osvojil deseto mesto. Po dvoletnem premoru je v Formuli 1 ponovno nastopil na dirki za Veliko nagrado Avstrije v sezoni 1974, kjer je s sedmim mestom izenačil svoj najboljši rezultat v karieri, zadnjič pa je v Formuli 1 nastopil na naslednji dirki za Veliko nagrado Italije, kjer je zasedel deseto mesto. V letih 1971, 1973, 1974 in 1976 je dirkal na dirki Indianapolis 500, najboljši rezultat je dosegel na dirki leta 1974, ko je bil peti. Med letoma 1979 in 1995 je bil komentator dirk na ameriški televiziji SPEED TV.

## Popolni rezultati Formule 1
(legenda) (odebeljene dirke pomenijo najboljši štartni položaj, poševne pa najhitrejši krog, †-uvrščen kljub odstopu)
| Leto | Moštvo                 | Šasija       | Motor             | 1   | 2   | 3   | 4   | 5   | 6    | 7   | 8     | 9       | 10  | 11     | 12    | 13     | 14  | 15  | Prv | Toč |
| ---- | ---------------------- | ------------ | ----------------- | --- | --- | --- | --- | --- | ---- | --- | ----- | ------- | --- | ------ | ----- | ------ | --- | --- | --- | --- |
| 1967 | Bernard White Racing   | BRM P261     | BRM V8            | JAR | MON | NIZ | BEL | FRA | VB 7 | NEM | KAN 8 | ITA     | ZDA | MEH    |       |        |     |     | 34. | 0   |
| 1968 | Honda Racing F1        | Honda RA301  | Honda V12         | JAR | ŠPA | MON | BEL | NIZ | FRA  | VB  | NEM   | ITA Ret | KAN | ZDA    | MEH   |        |     |     | 37. | 0   |
| 1971 | Penske-White Racing    | McLaren M19A | Ford Cosworth DFV | JAR | ŠPA | MON | NIZ | FRA | VB   | NEM | AVT   | ITA     | KAN | ZDA 10 |       |        |     |     | 27. | 0   |
| 1974 | Yardley Moštvo McLaren | McLaren M23  | Ford Cosworth DFV | ARG | BRA | JAR | ŠPA | BEL | MON  | ŠVE | NIZ   | FRA     | VB  | NEM    | AVT 7 | ITA 10 | KAN | ZDA | 22. | 0   |